# Maison (25 rue du Cygne, Tours)
La maison 25 rue du Cygne est une ancienne maison particulière dans la ville de Tours, dans le département français d'Indre-et-Loire.
Construite au XVIIe siècle, son portail d'entrée en bois sculpté est inscrit comme monuments historiques en 1946.

## Localisation
La maison est construite dans la partie orientale du Vieux-Tours, au sein d'un îlot circonscrit par les rues Colbert et de la Scellerie au nord et au sud, et de la Barre à l'ouest et à l'est. Les deux premières sont, au XVe siècle, des axes majeurs de circulation est-ouest de la ville.
Ce secteur se trouve, au moment de la construction de l'hôtel, compris dans le périmètre protégé par l'enceinte médiévale de Tours, mais de nombreuses parcelles sont encore humides voire marécageuses.

## Histoire
La maison est construite au XVIIe siècle et son portail en bois, datant de la construction, est inscrit comme monument historique par arrêté du 8 juillet 1946.

## Description
L'élément le plus remarquable de cette maison est son portail style Louis XIII. Les deux vantaux sont décorés de clous. Le montant central est sculpté de motifs végétaux et d'une tête.

## Pour en savoir plus